# Região Geográfica Imediata de Piumhi

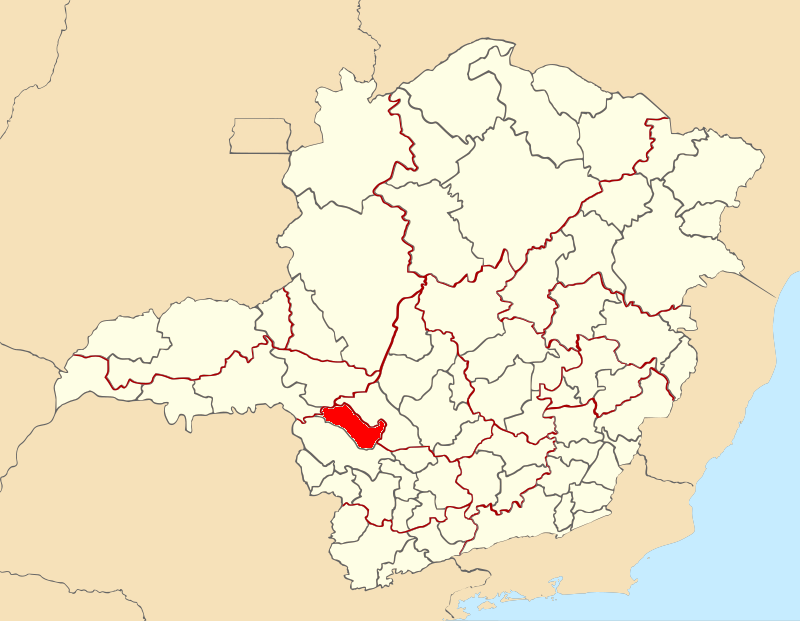
Região Geográfica Imediata de Piumhi.

A Região Geográfica Imediata de Piumhi é uma das 70 regiões geográficas imediatas do Estado de Minas Gerais, uma das dez regiões geográficas imediatas que compõem a Região Geográfica Intermediária de Varginha e uma das 509 regiões geográficas imediatas do Brasil, criadas pelo IBGE em 2017.

## Municípios
É composta por 5 municípios:
- Capitólio

- Doresópolis

- Piumhi

- São Roque de Minas

- Vargem Bonita

## Estatísticas
Tem uma população estimada pelo IBGE para 1.º de julho de 2017 de 53 762 habitantes e área total de 4 085,937 km².